# La Bataille Loquifer

La Bataille Loquifier est une chanson de geste en vers décasyllabiques, appartenant au Cycle de Guillaume d'Orange. Elle forme, avec le Moniage Rainoart, la Geste Rainouart. Composée au XIIe siècle, elle est parfois attribuée à Graindor de Brie ou Guillaume de Bapaume. Il en existe quatre manuscrits, dont trois sont conservés à la bibliothèque nationale de France, et un à la British Library à Londres. 
Le chevalier Rainouart y affronte un Chapalu, créature au service de la fée Morgue, en présence du roi Arthur. 